# 나라별 행정 구역 목록

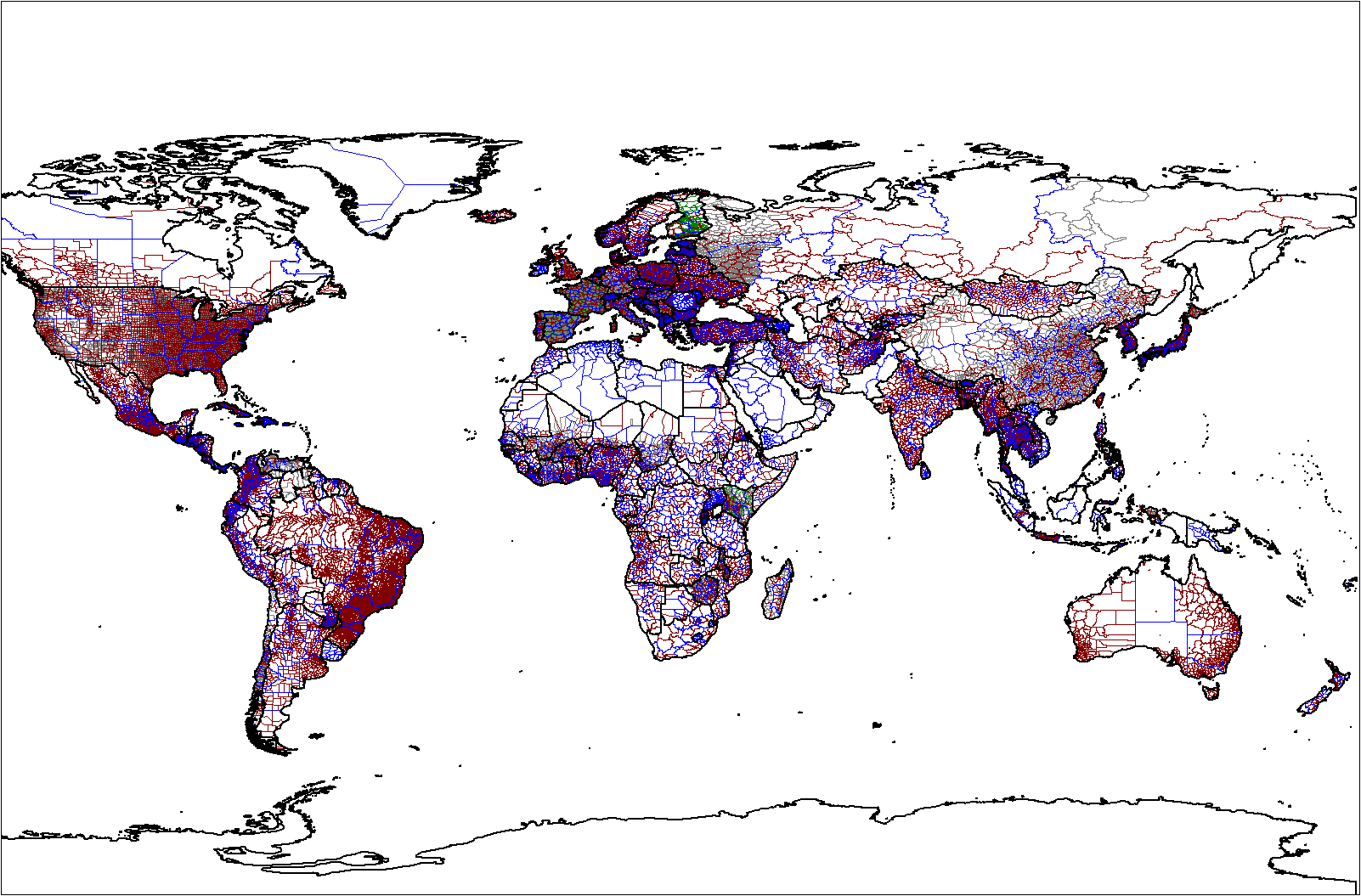

## 목록

### ㄱ
- 가나의 행정 구역
- 가봉의 행정 구역
- 가이아나의 행정 구역
- 감비아의 행정 구역
- 과테말라의 행정 구역
- 그레나다의 행정 구역
- 그리스의 행정 구역
- 기니의 행정 구역
- 기니비사우의 행정 구역

### ㄴ
- 나미비아의 행정 구역
- 나우루의 행정 구역
- 나이지리아의 행정 구역
- 남수단의 행정 구역
- 남아프리카 공화국의 행정 구역
- 네덜란드의 행정 구역
- 네팔의 행정 구역
- 노르웨이의 행정 구역
- 뉴질랜드의 행정 구역
- 니제르의 행정 구역
- 니카라과의 행정 구역

### ㄷ
- 대한민국의 행정 구역
- 덴마크의 행정 구역
- 도미니카 공화국의 행정 구역
- 도미니카 연방의 행정 구역
- 독일의 행정 구역
- 동티모르의 행정 구역

### ㄹ
- 라오스의 행정 구역
- 라이베리아의 행정 구역
- 라트비아의 행정 구역
- 러시아의 행정 구역
- 레바논의 행정 구역
- 레소토의 행정 구역
- 루마니아의 행정 구역
- 룩셈부르크의 행정 구역
- 르완다의 행정 구역
- 리비아의 행정 구역
- 리투아니아의 행정 구역
- 리히텐슈타인의 행정 구역

### ㅁ
- 마다가스카르의 행정 구역
- 마셜 제도의 행정 구역
- 말라위의 행정 구역
- 말레이시아의 행정 구역
- 말리의 행정 구역
- 멕시코의 행정 구역
- 모나코의 행정 구역
- 모로코의 행정 구역
- 모리셔스의 행정 구역
- 모리타니의 행정 구역
- 모잠비크의 행정 구역
- 몬테네그로의 행정 구역
- 몰도바의 행정 구역
- 몰디브의 행정 구역
- 몰타의 행정 구역
- 몽골의 행정 구역
- 미국의 행정 구역
- 미얀마의 행정 구역
- 미크로네시아 연방의 행정 구역

### ㅂ
- 바누아투의 행정 구역
- 바레인의 행정 구역
- 바베이도스의 행정 구역
- 바하마의 행정 구역
- 방글라데시의 행정 구역
- 베냉의 행정 구역
- 베네수엘라의 행정 구역
- 베트남의 행정 구역
- 벨기에의 행정 구역
- 벨라루스의 행정 구역
- 벨리즈의 행정 구역
- 보스니아 헤르체고비나의 행정 구역
- 보츠와나의 행정 구역
- 볼리비아의 행정 구역
- 부룬디의 행정 구역
- 부르키나파소의 행정 구역
- 부탄의 행정 구역
- 북마케도니아의 행정 구역
- 불가리아의 행정 구역
- 브라질의 행정 구역
- 브루나이의 행정 구역

바티칸은 단일 행정구역으로 국가자체가 하나의 구역이다.

### ㅅ
- 사모아의 행정 구역
- 사우디아라비아의 행정 구역
- 산마리노의 행정 구역
- 상투메 프린시페의 행정 구역
- 세네갈의 행정 구역
- 세르비아의 행정 구역
- 세이셸의 행정 구역
- 세인트루시아의 행정 구역
- 세인트빈센트 그레나딘의 행정 구역
- 세인트키츠 네비스의 행정 구역
- 소말리아의 행정 구역
- 솔로몬 제도의 행정 구역
- 수단의 행정 구역
- 수리남의 행정 구역
- 스리랑카의 행정 구역
- 스웨덴의 행정 구역
- 스위스의 행정 구역
- 스페인의 행정 구역
- 슬로바키아의 행정 구역
- 슬로베니아의 행정 구역
- 시리아의 행정 구역
- 시에라리온의 행정 구역
- 싱가포르의 행정 구역

### ㅇ
- 아랍에미리트의 행정 구역
- 아르메니아의 행정 구역
- 아르헨티나의 행정 구역
- 아이슬란드의 행정 구역
- 아이티의 행정 구역
- 아일랜드의 행정 구역
- 아제르바이잔의 행정 구역
- 아프가니스탄의 행정 구역
- 안도라의 행정 구역
- 알바니아의 행정 구역
- 알제리의 행정 구역
- 앙골라의 행정 구역
- 앤티가 바부다의 행정 구역
- 에리트레아의 행정 구역
- 에스와티니의 행정 구역
- 에스토니아의 행정 구역
- 에콰도르의 행정 구역
- 에티오피아의 행정 구역
- 엘살바도르의 행정 구역
- 영국의 행정 구역
- 예멘의 행정 구역
- 오만의 행정 구역
- 오스트레일리아의 행정 구역
- 오스트리아의 행정 구역
- 온두라스의 행정 구역
- 요르단의 행정 구역
- 우간다의 행정 구역
- 우루과이의 행정 구역
- 우즈베키스탄의 행정 구역
- 우크라이나의 행정 구역
- 이라크의 행정 구역
- 이란의 행정 구역
- 이스라엘의 행정 구역
- 이집트의 행정 구역
- 이탈리아의 행정 구역
- 인도의 행정 구역
- 인도네시아의 행정 구역
- 일본의 행정 구역

### ㅈ
- 자메이카의 행정 구역
- 잠비아의 행정 구역
- 적도 기니의 행정 구역
- 조선민주주의인민공화국의 행정 구역
- 조지아의 행정 구역
- 중국의 행정 구역
- 중앙아프리카 공화국의 행정 구역
- 지부티의 행정 구역
- 짐바브웨의 행정 구역

### ㅊ
- 차드의 행정 구역
- 체코의 행정 구역
- 칠레의 행정 구역

### ㅋ
- 카메룬의 행정 구역
- 카보베르데의 행정 구역
- 카자흐스탄의 행정 구역
- 카타르의 행정 구역
- 캄보디아의 행정 구역
- 캐나다의 행정 구역
- 케냐의 행정 구역
- 코모로의 행정 구역
- 코스타리카의 행정 구역
- 코트디부아르의 행정 구역
- 콜롬비아의 행정 구역
- 콩고 공화국의 행정 구역
- 콩고 민주 공화국의 행정 구역
- 쿠바의 행정 구역
- 쿠웨이트의 행정 구역
- 크로아티아의 행정 구역
- 키르기스스탄의 행정 구역
- 키리바시의 행정 구역
- 키프로스의 행정 구역

### ㅌ
- 타지키스탄의 행정 구역
- 탄자니아의 행정 구역
- 태국의 행정 구역
- 토고의 행정 구역
- 통가의 행정 구역
- 투르크메니스탄의 행정 구역
- 투발루의 행정 구역
- 튀니지의 행정 구역
- 튀르키예의 행정 구역
- 트리니다드 토바고의 행정 구역

### ㅍ·ㅎ
- 파나마의 행정 구역
- 파라과이의 행정 구역
- 파키스탄의 행정 구역
- 파푸아뉴기니의 행정 구역
- 팔라우의 행정 구역
- 팔레스타인의 행정 구역
- 페루의 행정 구역
- 포르투갈의 행정 구역
- 폴란드의 행정 구역
- 프랑스의 행정 구역
- 피지의 행정 구역
- 핀란드의 행정 구역
- 필리핀의 행정 구역
- 헝가리의 행정 구역

### 미승인국
- 소말릴란드의 행정 구역
- 코소보의 행정 구역
- 타이완의 행정 구역

## 같이 보기
- 칸톤
- 도시
- 지방 자치체
- 카운티
- 디스트릭트
- 지방 자치체
- 현 (행정 구역)
- 프로빈스
- 지역
- 촌락
- 워드 (행정 구역)